# Giải đua ô tô Công thức 1 Bahrain 2007
Giải đua ô tô Công thức 1 Bahrain năm 2007 là chặng đua thứ hai của giải vô địch thế giới Công thức 1 năm 2007. Giải được tổ chức vào ngày 15 tháng 4 năm 2007.

## Xếp hạng chi tiết
| TT      | Số xe | Tên                  | Đội đua            | Số vòng | Thời gian   | Xuất phát | Điểm |
| ------- | ----- | -------------------- | ------------------ | ------- | ----------- | --------- | ---- |
| 1       | 5     | Felipe Massa         | Ferrari            | 57      | 1:33.27.515 | 1         | 10   |
| 2       | 2     | Lewis Hamilton       | McLaren-Mercedes   | 57      | +2.360      | 2         | 8    |
| 3       | 6     | Kimi Räikkönen       | Ferrari            | 57      | +10.839     | 3         | 6    |
| 4       | 9     | Nick Heidfeld        | BMW Sauber         | 57      | +13.831     | 5         | 5    |
| 5       | 1     | Fernando Alonso      | McLaren-Mercedes   | 57      | +14.426     | 4         | 4    |
| 6       | 10    | Robert Kubica        | BMW Sauber         | 57      | +45.529     | 6         | 3    |
| 7       | 12    | Jarno Trulli         | Toyota             | 57      | +81.371     | 9         | 2    |
| 8       | 3     | Giancarlo Fisichella | Renault            | 57      | +81.701     | 7         | 1    |
| 9       | 4     | Heikki Kovalainen    | Renault            | 57      | +89.411     | 12        |      |
| 10      | 16    | Nico Rosberg         | Williams-Toyota    | 57      | +89.916     | 10        |      |
| 11      | 17    | Alexander Wurz       | Williams-Toyota    | 56      | +1 vòng     | 11        |      |
| 12      | 11    | Ralf Schumacher      | Toyota             | 56      | +1 vòng     | 14        |      |
| 13      | 8     | Rubens Barrichello   | Honda              | 56      | +1 vòng     | 15        |      |
| 14      | 21    | Christijan Albers    | Spyker-Ferrari     | 55      | +2 vòng     | 22        |      |
| 15      | 20    | Adrian Sutil         | Spyker-Ferrari     | 53      | +4 vòng     | 20        |      |
| 16      | 23    | Anthony Davidson     | Super Aguri-Honda  | 51      | Động cơ     | 13        |      |
| Bỏ cuộc | 15    | Mark Webber          | Red Bull-Renault   | 41      | Hộp số      | 8         |      |
| Bỏ cuộc | 14    | David Coulthard      | Red Bull-Renault   | 36      | Tay lái     | 21        |      |
| Bỏ cuộc | 22    | Takuma Sato          | Super Aguri-Honda  | 34      | Động cơ     | 17        |      |
| Bỏ cuộc | 18    | Vitantonio Liuzzi    | Toro Rosso-Ferrari | 26      | Thủy lực    | 18        |      |
| Bỏ cuộc | 7     | Jenson Button        | Honda              | 0       | Tai nạn     | 16        |      |
| Bỏ cuộc | 19    | Scott Speed          | Toro Rosso-Ferrari | 0       | Tai nạn     | 19        |      |